# They Can't Take That Away from Me
They Can't Take That Away from Me è una canzone di George e Ira Gershwin, inserita nel musical Shall We Dance del 1937 e eseguita da Fred Astaire. Il 14 giugno dello stesso anno la incise accompagnato da Johnny Green.

## Il brano
La canzone, cantata per la prima volta da Fred Astaire ad una silenziosa Ginger Rogers sul ponte di una nave, parla ovviamente d'amore. Il brano afferma ripetutamente che, anche se l'amore ci è portato via fisicamente, nessuno potrà toglierci il ricordo (they can't take that away from me).
L'introduzione della canzone cita esplicitamente The Song Is Ended (But the Melody Lingers On) di Irving Berlin.

## Altre incisioni
- Billie Holiday, come singolo (1937);
- Charlie Parker, nell'album Charlie Parker with Strings (1950);
- Frank Sinatra, nell'album Songs for Young Lovers (1954)
- Sarah Vaughan, nell'album Sarah Vaughan with Clifford Brown (1954);
- Erroll Garner, nell'album Concert by the Sea (1955)
- Ella Fitzgerald e Louis Armstrong, nell'album Ella and Louis (1956);
- Perry Como, nell'album We Get Letters (1957)
- Anita O'Day, nell'album Anita Sings the Most (1957);
- Sarah Vaughan, nell'album Swingin' Easy (1957);
- Shirley Bassey, nell'album The Fabulous Shirley Bassey (1959);
- Ella Fitzgerald, nell'album Ella Fitzgerald Sings the George and Ira Gershwin Songbook (1959);
- Julie London, negli album Your Number Please (1959) e By Myself (1965)
- Frank Sinatra, nell'album Sinatra and Swingin' Brass (1962);
- Sarah Vaughan, nell'album Gershwin Live! con la Los Angeles Philharmonic Orchestra diretta da Michael Tilson Thomas (1982) premiata con il Grammy Award for Best Jazz Vocal Performance, Female 1983
- Harry Connick Jr., nell'album The New York Big Band Concert (1992)
- Frank Sinatra e Natalie Cole, nell'album Duets (Frank Sinatra) (1993);
- Tony Bennett, nell'album Steppin' Out (1993) premiato con il Grammy Award for Best Traditional Pop Vocal Performance 1994;
- Tony Bennett, nell'album MTV Unplugged: Tony Bennett con Elvis Costello (1994) premiato con il Grammy Award for Best Traditional Pop Vocal Performance ed il Grammy Award all'album dell'anno 1995;
- Lisa Stansfield - The Glory of Gershwin (1994), Live at Ronnie Scott's (2005)
- Diana Krall - Love Scenes (1997)
- Smoke City - Red Hot + Rhapsody (1998)
- Jamie Cullum - Heard It All Before (1999)
- Robbie Williams e Rupert Everett, nell'album Swing When You're Winning (2001).
- Rod Stewart - It Had to Be You: The Great American Songbook (2002)
- Johnny Dorelli - nell'album Swingin' (2007)
- Eliane Elias - Bossa Nova Stories (2008)
- Brian Wilson - Brian Wilson Reimagines Gershwin (2010)
- Gloria Estefan - The Standards (2013)
- Van Morrison nell'album Versatile (2017)

## Cinema
Il brano è inserito nella colonna sonora dei film Pene d'amore perdute e Ti va di ballare?